# Empoascanara fumigata
Empoascanara fumigata är en insektsart som först beskrevs av Melichar 1903.  Empoascanara fumigata ingår i släktet Empoascanara och familjen dvärgstritar. Inga underarter finns listade i Catalogue of Life.